# Pierre Degeyter
Pierre Degeyter o en flamenco Pierre De Geyter (pronunciado dəɡetɛʁ) (1848-1932), fue un obrero, político socialista, músico y compositor belga afincado en Francia.
Pierre Degeyter es famoso por componer la música de La Internacional, himno proletario y del movimiento obrero por excelencia, con letra de Eugène Pottier.

## Biografía
Pierre Degeyter nació el 8 de octubre de 1848 en Gante, Bélgica, en el seno de una familia obrera. Sus padres, Adrien y Rosa Degeyter, procedían del Flandes francés y vivían en Gante donde Adrien trabajaba en la industria textil. Cuando Pierre tenía 7 años su padre encontró trabajo en Rijsel (Lille), Francia, donde él también trabajó (aunque el trabajo de los niños estaba prohibido desde 1841), en una fábrica de mecánica. Mientras trabajaba, asistía a la escuela nocturna para trabajadores donde aprendió a leer y escribir.
Con 16 años comenzó a estudiar dibujo en la Academia de Lille, lo que le permitió encontrar un trabajo como tallador de madera, y estudiar música por la tardes, en el "Conservatorio de Música" de Rijsel. En 1886 ingresa en la Lira de los Trabajadores, La Lyre des Travailleurs, sección coral del  Partido Obrero Francés (POF)  fundada por el líder socialista de Lille, Gustave Delory, y donde participa poniendo música a diferentes eventos como, las huelgas, campañas electorales, etc.
En 1870, durante la guerra franco-prusiana, es mandado al frente con el ejército francés como músico militar.
En julio de 1888 recibe el encargo por parte de Gustave Delory de musicar un poema de Eugène Pottier del poemario titulado Cantos revolucionarios.  Delory le encarga que el himno tuviera un ritmo combativo y vivo, que pudiera usarse en las manifestaciones y actos del partido. Hasta ese momento usaban la melodía de La marsellesa, en la parte melódica del himno. El resultado de la inspiración de Pierre Degeyter, fue el himnno conocido mundialmente como: La Internacional, que a la postre se convertiría en el himno del movimiento obrero por excelencia. El éxito de La Internacional, fue enorme. Aunque el compositor pidió que en la portada de la primera edición del himno, se escribiera solo el nombre "Degeyter" sin especificar el nombre, para evitar represalias de la reacción, de todas maneras, el éxito de su creación, llevó a que  Degeyter fuera despedido e incluido en las "listas negras" empresariales. En 1902, junto con su familia, Degeiter se vio obligado a trasladarse a Saint-Denis debido a ello.
En 1927, ya con 79 años, Iósif Stalin invitó a Degeiter a la URSS, para la celebración del décimo aniversario de la Revolución de Octubre y cuando vio y oyó desfilar al Ejército Rojo bajo la tribuna al son de su La Internacional no pudo retener las lágrimas, que se le escapaban a raudales.  El 20 de agosto de 1928, el Consejo de Comisarios del Pueblo de la URSS otorgó al compositor una pensión vitalicia, pensión que se convirtió en la principal fuente de ingresos de este inspirado músico, en los últimos años de su vida.
El 26 de septiembre de  1932 muere en Saint-Denis, cerca de París, Su entierro congregó a más de 50 000 trabajadores.

## La internacional

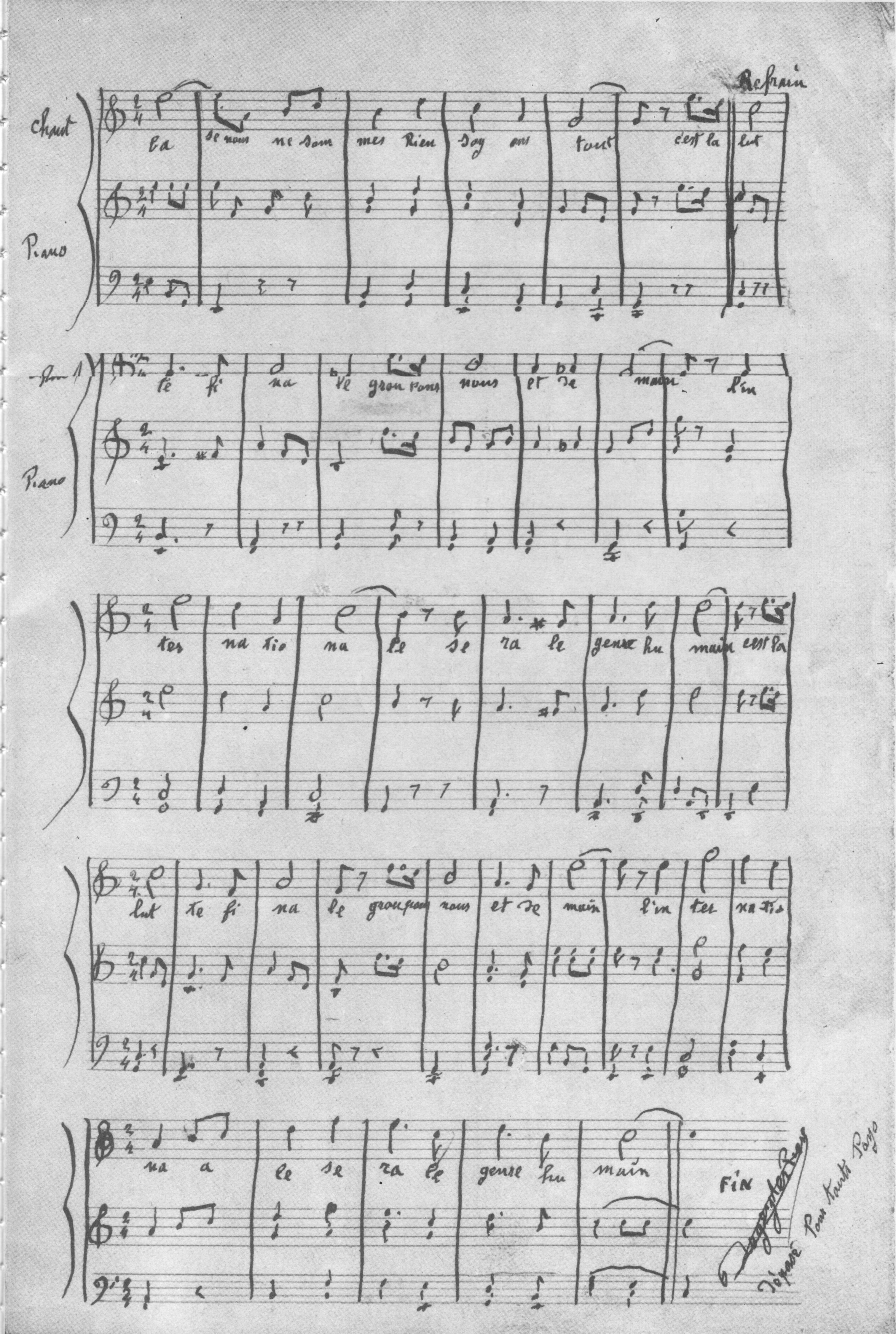
Manuscrito de la canción "L'Internationale" de Pierre Degeyter, en 1888.

El 15 de junio de 1888 Gustave Delory, uno de sus organizadores de la "Lira de los Trabajadores" que más tarde sería alcalde de Lila, que estaba interesado en que la coral ampliara su repertorio de canciones socialistas y obreras se siente atraído por uno de los versos de  Eugène Pottier que aparecía en Cantos Revolucionarios, concretamente por el titulado La Internacional y le encarga a Pierre, que ya tenía una buena reputación de compositor, su música indicándole que hiciera algo de ritmo vivo y arrebatador. Pierre trabajaba en ese tiempo como montador en los talleres de Lives-Lille y con la única ayuda de un simple armonio, pone música a La Internacional. Después de comentarla con los compañeros de trabajo y de hacer pequeñas modificaciones la entregó a "La Lyre des Travailleurs" para su estreno. Fue un éxito total, primero en Lille y luego en todo Francia.  El resultado fue la canción titulada La Internacional que se convirtió en  la canción más famosa del Movimiento obrero, considerándose  el himno oficial de los trabajadores del mundo entero y de la mayoría de los partidos socialistas y comunistas así como de algunas organizaciones anarquistas.
En 1892 la Segunda Internacional la populariza y el 3 de noviembre de 1910 se convierte en el himno de todos los trabajadores del mundo en Congreso Internacional de Copenhague. En 1919 Lenin la oficializa en la Tercera Internacional y se convierte en el Himno Nacional de la Unión Soviética hasta el año 1943.

### Pleito por la autoría
Cuando La Internacional comenzó a ganar popularidad, el hermano de Pierre, Adolph Degeiter, aprovechando que el nombre del compositor no estaba indicado en la portada, entabló una demanda para apropiarse de los derechos de la pieza. El testigo decisivo fue Gustave Delory, quien ordenó la música. Pero como Pierre había dejado el Partido Socialista en ese momento (luego se convirtió en comunista), luego Delory, socialista y luego alcalde de Lille, que ya había adquirido los derechos sobre el texto de la Internacional de la viuda de Eugène Potier (y buscó concentrar los derechos de la canción en manos del partido), testificó  en apoyo de Adolf Degeiter. Por lo tanto, Pierre no pudo probar su autoría. En 1914, el proceso se completó y Adolf fue reconocido como el autor de la música.
A principios de 1916, Adolph Degeiter, mientras se encontraba en el territorio ocupado, se suicidó, dejando una carta de suicidio para su hermano, en la que argumentaba que el proceso de autoría de La Internacional se desató bajo la presión de Delory. Dado que Pierre se encontraba en ese momento en una parte desocupada de Francia, esta carta le llegó solo después del final de la guerra. En 1922, Pierre Degeiter fue reconocido como el autor de la música de la Internacional.

## Homenajes

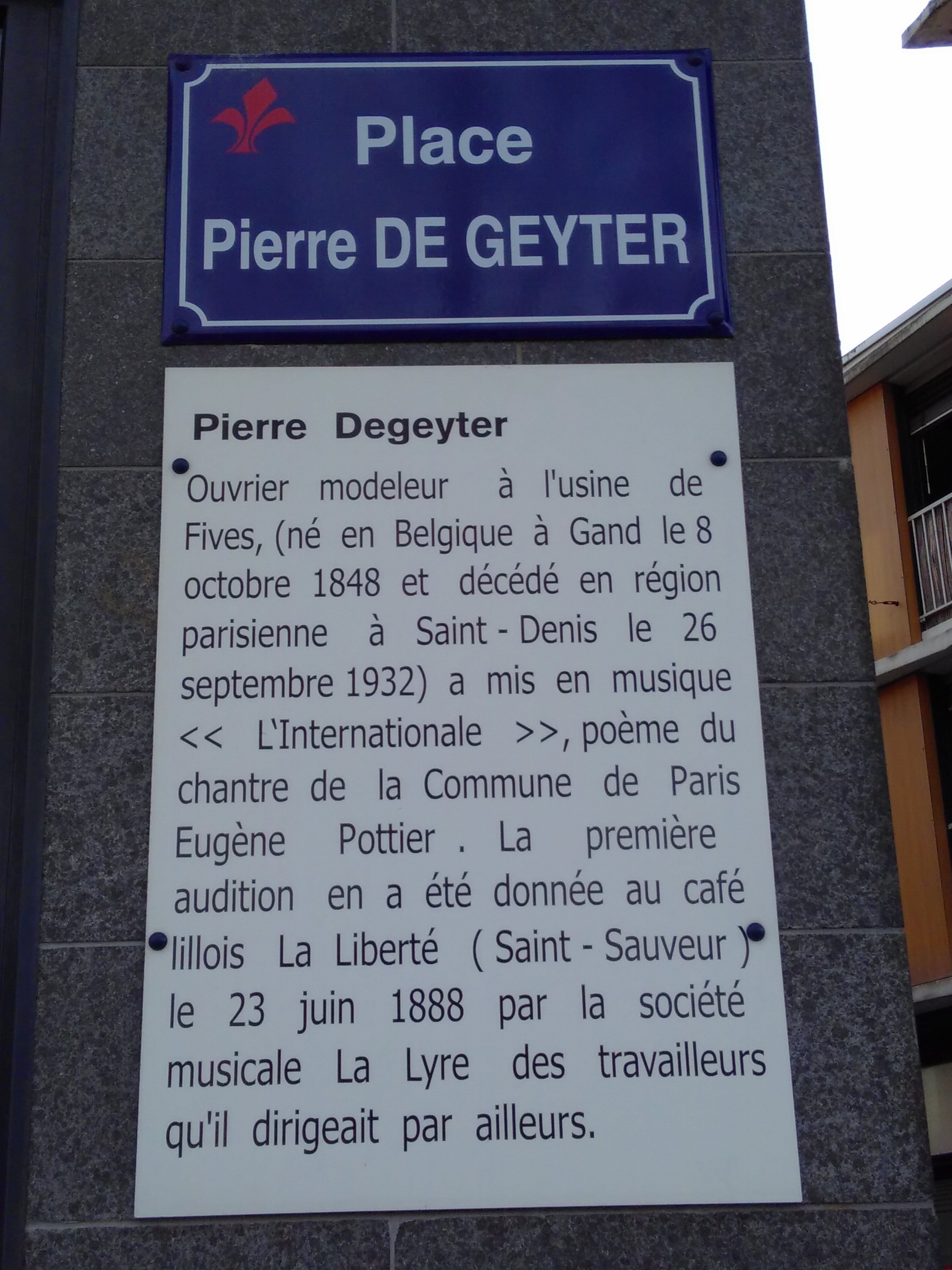
Placa conmemorativa a Fives

Pierre Degeyter ha sido objeto de varios actos de homenaje, algunos de ellos son:
- En 1998 en Gante, su ciudad natal, se levantó una estatua en su honor en el Museo de Industria, Trabajo y Textiles.

- En 2007 la ciudad de Lille puso su nombre a un espacio urbano. En el suburbio industrial de Fives de Lille, donde era trabajador. Su rostro aparece en un enorme fresco 500 m² de la fábrica Fives Cail Babcock (FCB).[7]

- En Le Havre, La Rochelle y en Saint-Denis hay calles y plazas con su nombre.

- Un colegio en Saint-Denis lleva su nombre y hay una .

- En Lille hay, dentro de la comparsa de gigantes y cabezudos, un gigante  representando a Pierre Degeyter, Se creó en 1984   y en el año 2004 se realizó una segunda versión de la obra, dos años después, en 2006, se cambió la chaqueta gris de los talleres ferroviarios por el mono. Tiene una altura de 3,80 m y pesa 35 kg, el de la cesta de la base es de 1,50 m.  Solo se requiere una persona para su manejo.

- En la ciudad de Sofía en Bulgaria hay una calle con su nombre.

- En 1978 se produjo un documental sobre Pierre De Geyter y la historia de La Internacional.[8]

## Literatura
- Jaap van der Merwe: ¡Gij zijt kanalje! Se utilizaron hombres de peso. Utrecht 1974, ISBN 90-229-7191-0, págs. 350-353.

- Inge Lammel: El lunes llevó la canción a la fábrica y se la cantó a sus compañeros. Pierre Degeyter, modelista, compositor de la "Internationale". En: "Eiserne Lerche. Folletos para una cultura musical democrática. Folleto 4, Planes Verlag, Dortmund 1982.